# Джонстаун (містечко, Нью-Йорк)
Джонстаун (англ. Johnstown) — місто (англ. town) в США, в окрузі Фултон штату Нью-Йорк. Населення — 6867 осіб (2020).

## Демографія
Згідно з переписом 2010 року, у місті мешкало 7098 осіб у 2596 домогосподарствах у складі 1836 родин. Було 2914 помешкання
Расовий склад населення:
| - 92,4 % — білих - 5,2 % — чорних або афроамериканців - 0,5 % — азіатів - 0,1 % — корінних американців |

До двох чи більше рас належало 1,0 %. Частка іспаномовних становила 2,6 % від усіх жителів.
За віковим діапазоном населення розподілялося таким чином: 17,7 % — особи молодші 18 років, 64,9 % — особи у віці 18—64 років, 17,4 % — особи у віці 65 років та старші. Медіана віку мешканця становила 44,7 року. На 100 осіб жіночої статі у місті припадало 111,3 чоловіків;  на 100 жінок у віці від 18 років та старших — 112,6 чоловіків також старших 18 років.
Середній дохід на одне домашнє господарство  становив 74 543 долари США (медіана — 55 634), а середній дохід на одну сім'ю — 81 637 доларів (медіана — 71 361). Медіана доходів становила 52 440 доларів для чоловіків та 41 206 доларів для жінок. За межею бідності перебувало 13,4 % осіб, у тому числі 23,5 % дітей у віці до 18 років та 7,6 % осіб у віці 65 років та старших.
Цивільне працевлаштоване населення становило 3044 особи. Основні галузі зайнятості: освіта, охорона здоров'я та соціальна допомога — 33,8 %, виробництво — 13,2 %, роздрібна торгівля — 10,4 %, мистецтво, розваги та відпочинок — 8,6 %.